# Gnidia
Gnidia, rod od stotinjak vrsta biljaka iz porodice vrebinovki rasprostranjenih po tropskoj i južnoj Africi.

## Vrste
1. Gnidia aberrans C.H.Wright
2. Gnidia anomala Meisn.
3. Gnidia apiculata (Oliv.) Gilg
4. Gnidia bambutana Gilg & Ledermann ex Engl.
5. Gnidia baumiana Gilg
6. Gnidia baurii C.H.Wright
7. Gnidia burmanni Eckl. & Zeyh. ex Meisn.
8. Gnidia caniflora Meisn.
9. Gnidia cayleyi C.H.Wright
10. Gnidia chapmanii B.Peterson
11. Gnidia chrysantha (Solms ex Schweinf.) Gilg
12. Gnidia chrysophylla Meisn.
13. Gnidia clavata Schinz
14. Gnidia compacta (C.H.Wright) J.H.Ross
15. Gnidia coriacea Meisn.
16. Gnidia cyanea Burch.
17. Gnidia decurrens Meisn.
18. Gnidia dekindtiana Gilg
19. Gnidia dumicola S.Moore
20. Gnidia elkerensis Friis & Sebsebe
21. Gnidia ericoides C.H.Wright
22. Gnidia fastigiata Rendle
23. Gnidia flanaganii C.H.Wright
24. Gnidia foliosa (H.Pearson) Engl.
25. Gnidia francisci Bolus
26. Gnidia fraterna (N.E.Br.) E.Phillips
27. Gnidia fruticulosa Gilg
28. Gnidia fulgens Welw.
29. Gnidia galpinii C.H.Wright
30. Gnidia geminiflora E.Mey. ex Meisn.
31. Gnidia goetzeana Gilg
32. Gnidia gossweileri (S.Moore) B.Peterson
33. Gnidia gymnostachya (Meisn.) Gilg
34. Gnidia harveyana Meisn.
35. Gnidia hirsuta (L.) Thulin
36. Gnidia hockii De Wild.
37. Gnidia humilis Meisn.
38. Gnidia imbricata L.f.
39. Gnidia inconspicua Meisn.
40. Gnidia insignis Compton
41. Gnidia involucrata Steud. ex A.Rich.
42. Gnidia juniperifolia Lam.
43. Gnidia kasaiensis S.Moore
44. Gnidia kundelungensis S.Moore
45. Gnidia kuntzei Gilg
46. Gnidia laxa (L.f.) Gilg
47. Gnidia leipoldtii C.H.Wright
48. Gnidia linearifolia (Wikstr.) B.Peterson
49. Gnidia linoides Wikstr.
50. Gnidia meyeri Meisn.
51. Gnidia mollis C.H.Wright
52. Gnidia multiflora Bartl. ex Meisn.
53. Gnidia myrtifolia C.H.Wright
54. Gnidia nana (L.f.) Wikstr.
55. Gnidia neglecta Z.S.Rogers
56. Gnidia newtonii Gilg
57. Gnidia nitida Bolus ex C.H.Wright
58. Gnidia nodiflora Meisn.
59. Gnidia obtusissima Meisn.
60. Gnidia oliveriana Engl. & Gilg
61. Gnidia oppositifolia L.
62. Gnidia orbiculata C.H.Wright
63. Gnidia ornata (Meisn.) Gilg
64. Gnidia pallida Meisn.
65. Gnidia parviflora Meisn.
66. Gnidia parvula Dod
67. Gnidia penicillata Licht. ex Meisn.
68. Gnidia phaeotricha Gilg
69. Gnidia pinifolia L.
70. Gnidia pleurocephala Gilg
71. Gnidia poggei Gilg
72. Gnidia polystachya P.J.Bergius
73. Gnidia propinqua (Hilliard) B.Peterson
74. Gnidia quadrifaria C.H.Wright
75. Gnidia quarrei A.Robyns
76. Gnidia racemosa Thunb.
77. Gnidia rendlei Hiern
78. Gnidia renniana Hilliard & B.L.Burtt
79. Gnidia robynsiana Lisowski
80. Gnidia rubrocincta Gilg
81. Gnidia scabra Thunb.
82. Gnidia scabrida Meisn.
83. Gnidia sericea L.
84. Gnidia setosa Wikstr.
85. Gnidia simplex L.
86. Gnidia singularis Hilliard
87. Gnidia sonderiana Meisn.
88. Gnidia sparsiflora Bartl. ex Meisn.
89. Gnidia spicata (L.f.) Gilg
90. Gnidia squarrosa (L.) Druce
91. Gnidia stellatifolia Gand.
92. Gnidia stenophylla Gilg
93. Gnidia strigillosa Meisn.
94. Gnidia styphelioides Meisn.
95. Gnidia subulata Lam.
96. Gnidia tenella Meisn.
97. Gnidia thesioides Meisn.
98. Gnidia tomentosa L.
99. Gnidia usafuae Gilg
100. Gnidia variabilis (C.H.Wright) Engl.
101. Gnidia variegata Gand.
102. Gnidia virescens Wikstr.
103. Gnidia welwitschii Hiern
104. Gnidia wickstroemiana Meisn.
105. Gnidia woodii C.H.Wright

## Sinonimi
- Arthrosolen C.A.Mey.
- Basutica Phillips
- Canalia F.W.Schmidt
- Craspedostoma Domke
- Dessenia Adans.
- Epichrocantha Eckl. & Zeyh. ex Meisn.
- Gnidiopsis Tiegh.
- Nectandra P.J.Bergius
- Pseudognidia E.Phillips
- Rhytidosolen Tiegh.
- Struthia Royen ex L.
- Struthiolopsis E.Phillips
- Thymelina Hoffmanns.
- Trimeiandra Raf.